# Gyalomia aquaemontana
Gyalomia aquaemontana är en fjärilsart som beskrevs av Louis Beethoven Prout 1913. Gyalomia aquaemontana ingår i släktet Gyalomia och familjen mätare. Inga underarter finns listade i Catalogue of Life.